# NGC 5976A
NGC 5976A is een balkspiraalstelsel in het sterrenbeeld Draak. Het hemelobject werd op 6 mei 1850 ontdekt door de Ierse astronoom William Parsons.

## Synoniemen
- UGC 9934
- MCG 10-22-23
- ZWG 297.20
- PGC 55561